# موز الحبشة
موز الحبشة أو موز أثيوبيا (الاسم العلمي Musa ensete)، نبات عشبي معمر من فصيلة الموزيات. حَمْلُه ومظهره كالموز الشائع وموز الجنة ولكنه أعلى منه. أرومته لا تَعُقّ. ساقُه من 3 إلى 7 (10 في الجزائر) وهي ضخمة الجذع. أوراقه حمراء الصفحة السفلى وكذلك العرق، طولها 150 إلى 250 سم (ذُكر 400 إلى 600 سم) وعرضها 50 سم (80 إلى 120 سم)، نصالها مالِسة جامدة جميلة اللون الأخضر، ضلوعها جؤوية اللون. ازهاره بنفسجية كبيرة. ثمارها ناشفة لا تؤكل. مهده الحبشة.
يُزرع هذا الموز من أجل لُباب ساقه الذي يُستعمل استعمال الدقيق. زراعته تدوم 4 سنوات تنتهي بكَسْح الساق لاستخراج لبابها، وقد يجري ذلك قبل الازهرار بنحو خمسة أسابيع.

## معرض صور

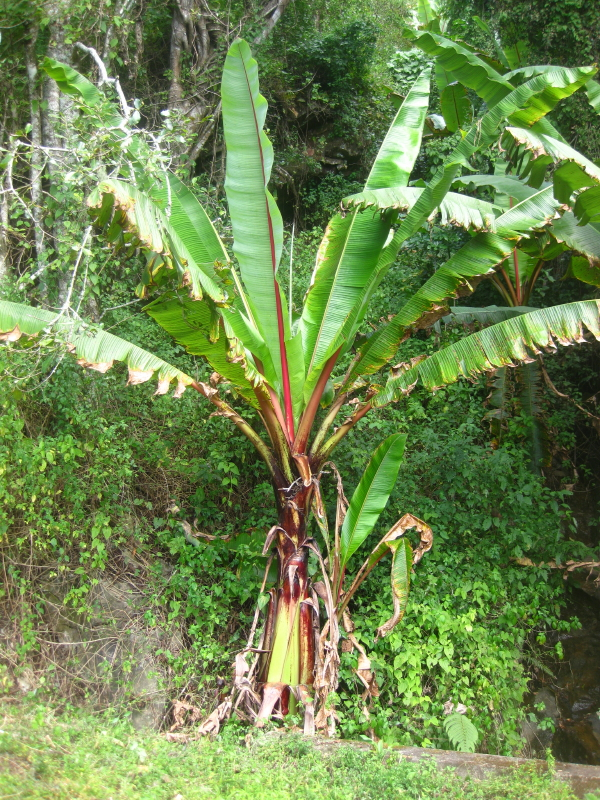
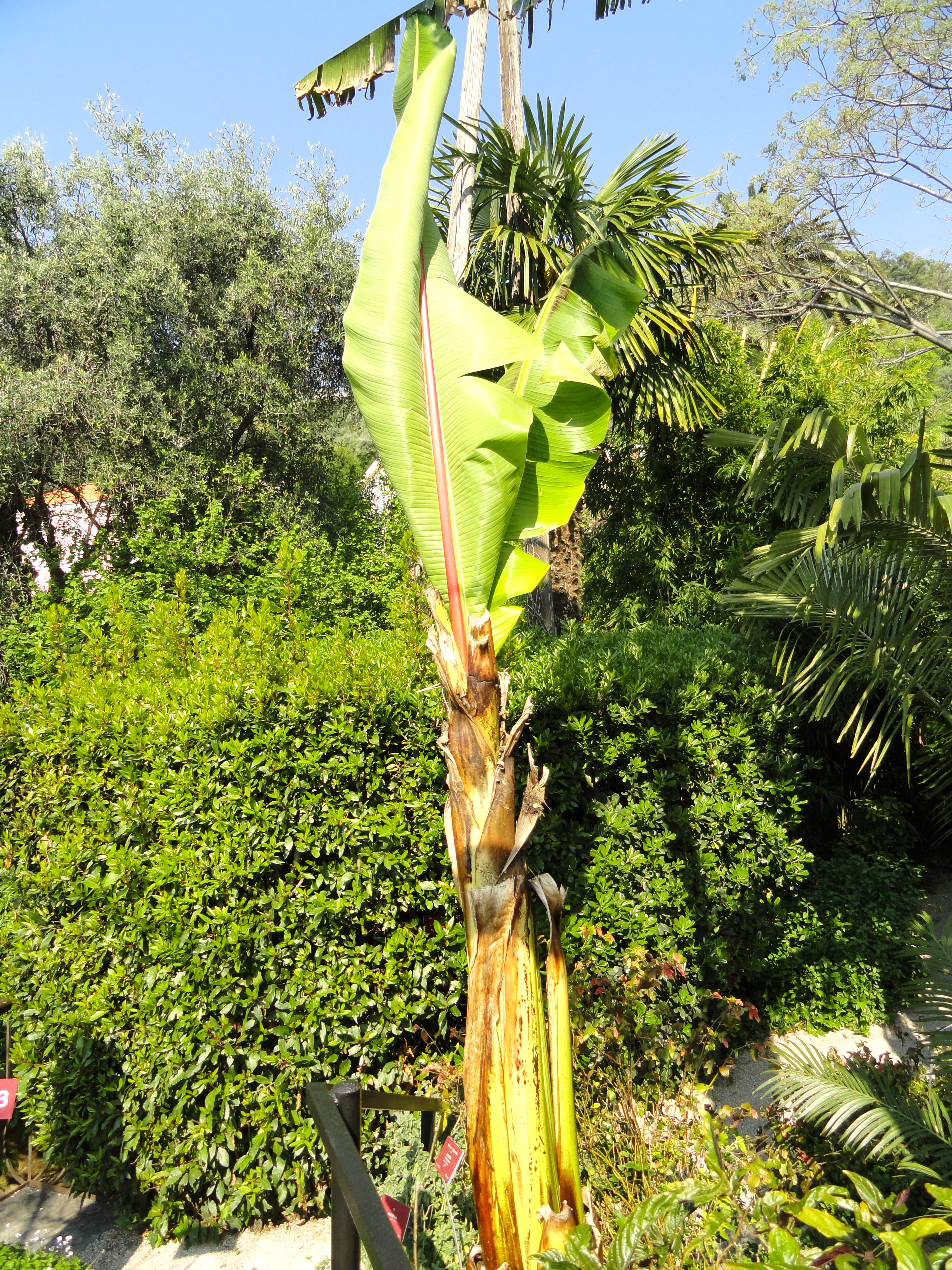
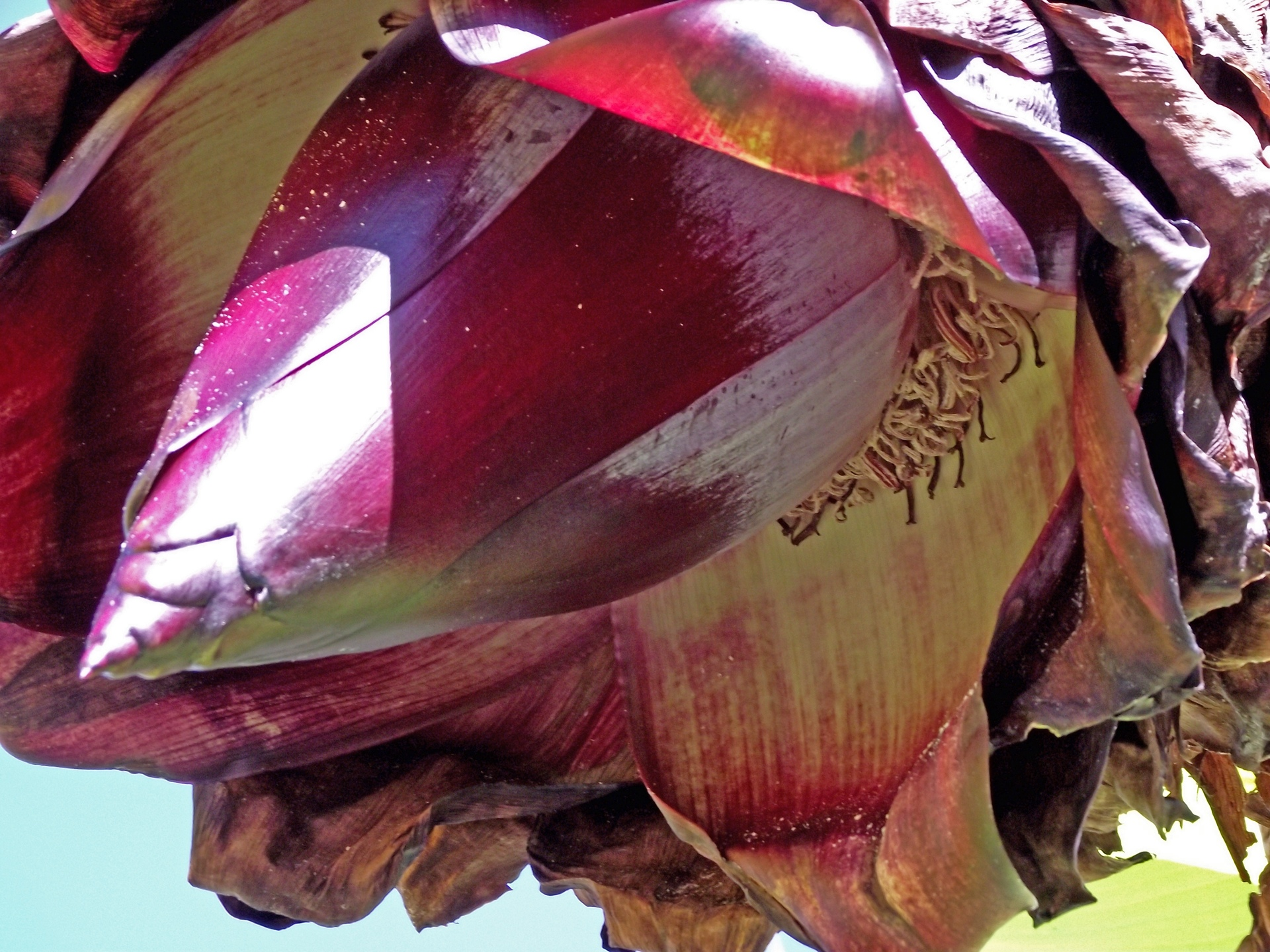
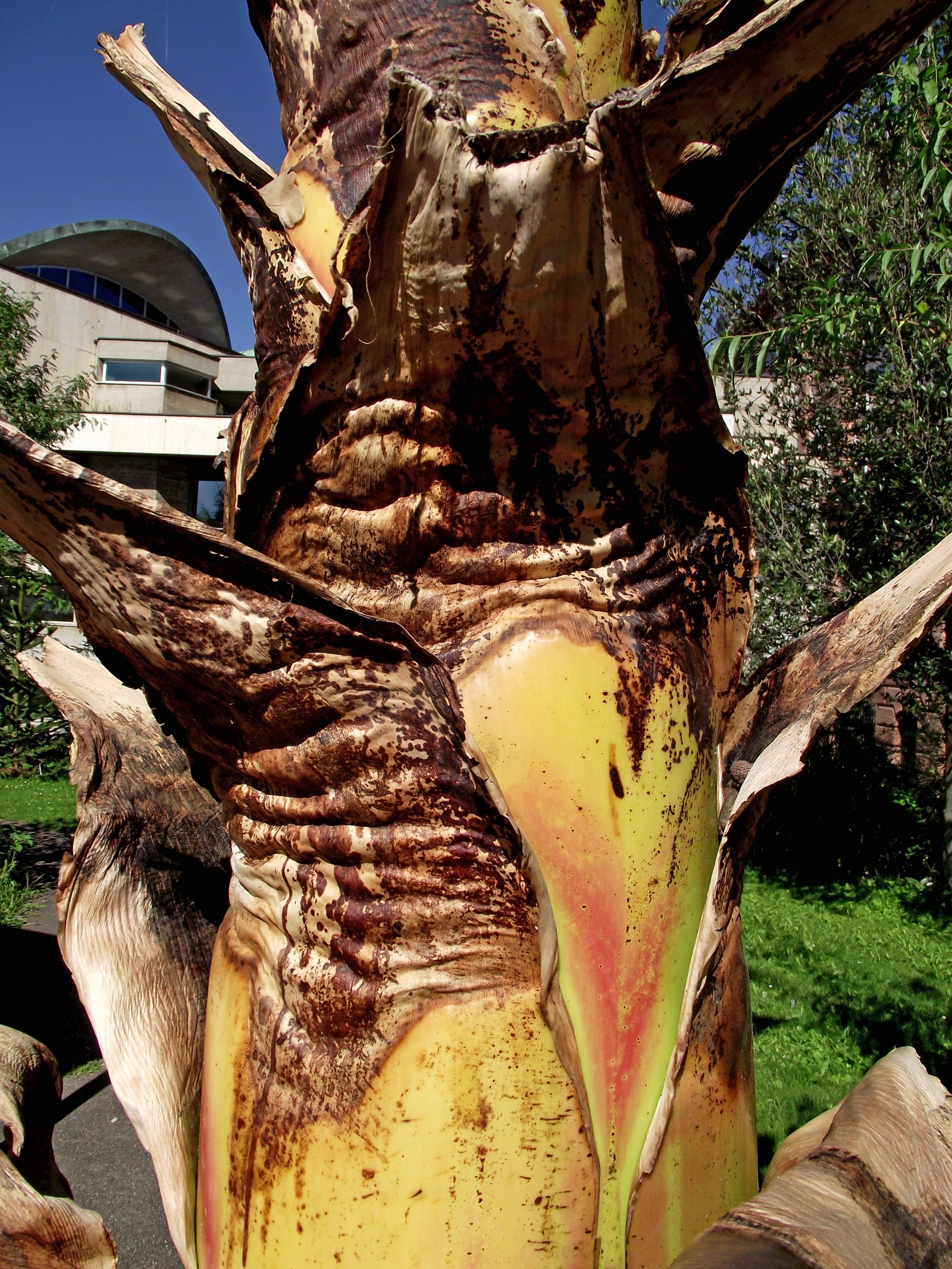